# Jan Šmíd (grafik)
Jan Šmíd (2. června 1937 Brno – 30. srpna 1995 Brno) byl český akademický malíř a grafik.

## Život
Absolvoval ateliér profesora Antonína Strnadela na VŠUP v Praze v roce 1963. Svým školením i cítěním byl především grafik. O jeho vysoké grafické kultuře svědčí zejména podoba brněnského kulturního časopisu Host do domu.
Již během studií ilustroval básnickou sbírku Hany Proškové „Oblaka“, která byla vydána v roce 1962.
V šedesátých letech byl dále realizován jeho návrh na poštovní známky v hodnotě 30 a 60 hal., dále návrh vitráží oken pro kostel ve Vyškově a obřadní síň v Blansku, keramický reliéf s námětem cyklistů pro stadion v Brně(spoluautoři:E.Sauerstein,P.Lukš), interiér československého velvyslanectví v Moskvě, mosazné kryty pramenů Antonínka a Čítárna v Luhačovicích, rozměrný artprotis s názvem Vinný kraj a řada dalších monumentálních děl.
V sedmdesátých letech ztratil veřejné zakázky pro svůj negativní postoj k okupaci Československa, který dával jasně najevo.
Po zákazu činnosti časopisu Host do domu odešel do ústraní, věnoval se malbě, která zůstala jeho privátní aktivitou, mnohé ze svých obrazů ani nesignoval.
Jeho tvorba, která přechází stále více do abstrakce, si uchovala svou vnitřní svobodu, imaginaci a nezávislost.[zdroj⁠?!] Koncem sedmdesátých let se své tvorby zcela vzdal. Znovu začal malovat až po roce 1989 s novou energií a intenzitou, snad ve snaze dohnat ztracená léta. Závažná nemoc mu však již nedopřála dostatek času, aby znovu vstoupil do vědomí veřejnosti.
O jeho dílo se starala jeho manželka Věra Šmídová-Grobová, rozená Černá, která mu zorganizovala několik výstav v cizině i doma.

## Výstavy
- 1997 Brno – Galerie Orlí
- 1998 Brno, Pegas
- 1999 Břeclav
- 2000 USA, Colorado/Golden
- 2002 Uherské Hradiště – účast na výstavě sdružení Konfese: Vzájemnost konfrontace VII
- 2014 Rájec, Galerie Kruh
- 2014 Brno, Galerie F
- 2014 Rajhrad, Památník písemnictví, účast na výstavě k výročí časopisu Host do domu
- 2017 Brno – Galerie Tulipán
- 2019 Rožnov pod Radhoštěm, Galerie restaurace Albert Málek, Rožnovský pivovar